# Lisbeth Bischoff

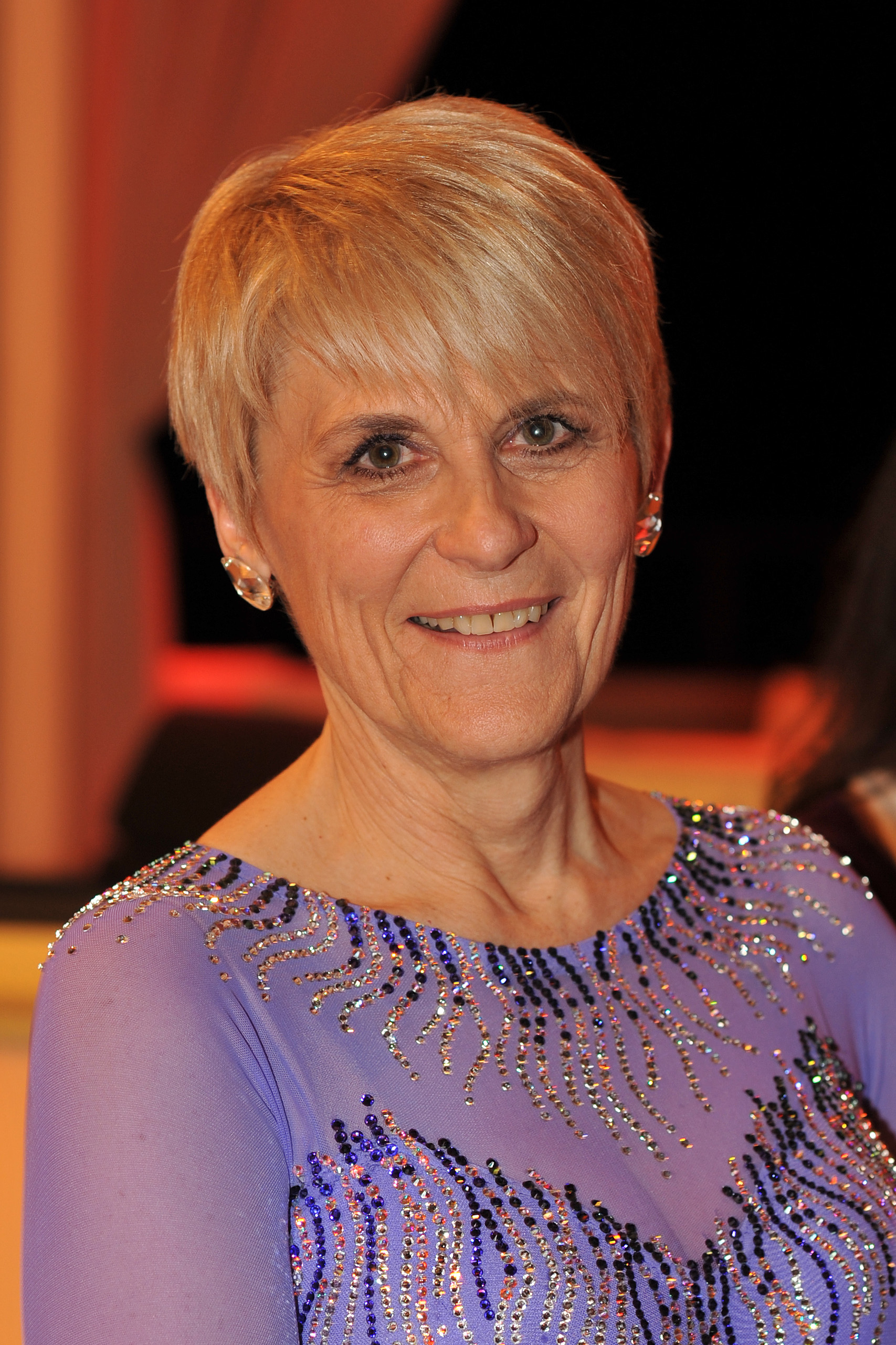
Lisbeth Bischoff (März 2014)

Lisbeth Bischoff (* 10. September 1955 in Hohenems, Vorarlberg) ist eine österreichische Journalistin und ehemalige Fernsehmoderatorin.

## Leben
Nach dem Besuch der Pflichtschulen legte Lisbeth Bischoff 1981 die Matura an der Abendhandelsakademie für Berufstätige in Bregenz ab. Bereits seit 1972 arbeitet sie beim ORF, zunächst im ORF-Landesstudio in Dornbirn (ORF Vorarlberg), seit 1988 im ORF-Zentrum am Küniglberg in Wien.
Lisbeth Bischoff ist Gesellschaftsjournalistin, die für die neu ins Leben gerufene Sendung Seitenblicke bis Ende 2003 rund 11.000 Interviews führte. Zudem arbeitete sie für die Sendung Willkommen Österreich und deren Nachfolgesendungen. 30 Jahre lang berichtete sie vom Wiener Opernball. Sie führte Interviews u. a. mit Kevin Costner, Bryan Adams, Fürst Albert von Monaco. Im ORF bekannt wurde sie auch als Moderatorin und Gestalterin zahlreicher mehrstündiger Livesendungen bei Adelshochzeiten und Thronwechseln, wie z. B. im April 2013 die Angelobung des niederländischen Königs Willem-Alexander oder im Juni 2014 die Vereidigung des spanischen Königs Felipe VI. Zu den Adelshochzeiten, über die Lisbeth Bischoff für den ORF berichtete, zählten unter anderen jene von William Mountbatten-Windsor und Catherine Middleton, von Victoria und Daniel von Schweden und von Madeleine von Schweden und Christopher O’Neill. 
2014 war sie Kandidatin in der ORF-Show Dancing Stars und belegte mit Partner Gerhard Egger den fünften Platz. 
Im Oktober 2018 ging sie nach 46 Jahren und zehn Monaten beim ORF in Pension.
Lisbeth Bischoff ist Autorin und Mitautorin mehrerer Sachbücher, darunter eine Biografie von Udo Jürgens, für die sie mehrere Gespräche und Interviews mit dem Künstler führte.
Seit 2019 schreibt sie eine wöchentliche Kolumne mit dem Titel "Adel inside" in der österreichischen Tageszeitung Kurier.

## Veröffentlichungen
- seitenblicke – Hintergründe*Highlights*Hoppalas, Wozu Adel verpflichtet, Herausgeber: Siegfried Hochgreve, 1994, ISBN 3-901516-00-X
- Der Wiener Opernball. Vom Mythos des Walzertanzens: Schlagzeilen. Der Opernball im Spiegel der Medien, Verlag Christian Brandstätter, 1995, ISBN 3-85447-491-1
- Promis privat. Menschliche Begegnungen mit 27 Weltstars, Orac, September 2005, ISBN 978-3-70150-478-7
- Das Vorarlberg-Kochbuch, Krenn Verlag, 2008, ISBN 978-3-902532-35-0
- Udo Jürgens „Merci“, Biographie, Amalthea Signum Verlag, Februar 2009 (aktualisiert Jänner 2015), ISBN 978-3850026758
- Adel Inside: Hinter den Kulissen der Herrscherhäuser, Amalthea Signum Verlag, August 2011, ISBN 978-3-85002-754-0
- Ich habe mich getraut. Trau Dich auch!, Amalthea Signum Verlag, Februar 2014, ISBN 978-3850029063
- Frauen für die Krone – Eine neue Generation auf den Thronen Europas, Amalthea Verlag, November 2020, ISBN 978-3-903217-61-4.